# 斯蒂爾沃特縣 (蒙大拿州)
斯蒂爾沃特縣（英語：Stillwater County）是美國蒙大拿州南部的一個縣。面積4,674平方公里。根据美國2000年人口普查，共有人口8,195人。治所哥倫布 (Columbus)。
成立於1913年3月24日。縣名來自黃石河的一條支流。